# Asticta graciosissima
Asticta graciosissima là một loài bướm đêm trong họ Erebidae.